# 國士無双!!
『國士無双!!』（こくしむそう）は、田島七枝の日本の漫画。『週刊少年サンデー』（小学館）にて、2013年35号から2014年26号まで連載していた。

## あらすじ
大戦国時代を迎えた世の中で、唯一平和を保つ武術の聖地・桃源郷無双院。そこでは、世界各国から武術家の卵達が集まり、修業に明け暮れていた。実力はあるが馴れ合いを嫌う一年生のローは、ある夜、無双院内の謎の部屋に迷い込んでしまう。部屋の中にいた巨大な龍に襲われた所を救ってくれたのは、その部屋に10年もの間閉じ込められていた少年・キッドであった。キッドは、ローの助けでようやく部屋の外に出るが、無双院は脱走厳禁で、外に出るには秘伝の書が必要。10年前にはぐれた父と会うため、キッドは秘伝の書を得ようと修行に励むことになる。

## 登場人物
キッド
桃源郷無双院内の謎の部屋に10年間閉じ込められていた少年。顔も忘れてしまった父親に会うために外の世界を夢見ている。武術に関しては素人だが、時折とてつもない怪力とタフネスを見せる。
ロー
桃源郷無双院一年生の武術家。クラスの中でも抜きんでた実力を見せるが、協調性は全くない。